# كفور عابد
كفور عابد إحدى قرى مركز طوخ التابع لمحافظة القليوبية بجمهورية مصر العربية.

## السكان
بلغ عدد سكان كفور عابد 9,779 نسمة، حسب الإحصاء الرسمي لعام 2006.